# Précy-le-Sec
Précy-le-Sec är en kommun i departementet Yonne i regionen Bourgogne-Franche-Comté i norra Frankrike. Kommunen ligger i kantonen L'Isle-sur-Serein som tillhör arrondissementet Avallon. År 2022 hade Précy-le-Sec 238 invånare.

## Befolkningsutveckling
Antalet invånare i kommunen Précy-le-Sec
| Referens: INSEE |